# Stedelijk Museum
Stedelijk Museum (Muzeum Miejskie Amsterdamu) – muzeum sztuki znajdujące się w Amsterdamie, mające jedną z najważniejszych europejskich kolekcji sztuki nowoczesnej. Zbiory muzealne to głównie dzieła artystów działających w XIX i XX w. we Francji i w Holandii, m.in.: Claude’a Moneta, Paula Cézanne’a, Pabla Picassa i Pieta Mondriana. Muzeum powstało dzięki hojności amsterdamskiej kolekcjonerki, Zofii Augusty de Bruyn, która w 1891 podarowała własne zbiory Radzie Miejskiej Amsterdamu. Budynek muzeum, w stylu renesansu holenderskiego, wzniesiono w latach 1893–1895 według projektu A. W. Weissmana. Muzeum otwarto w 1895.

## Budynek

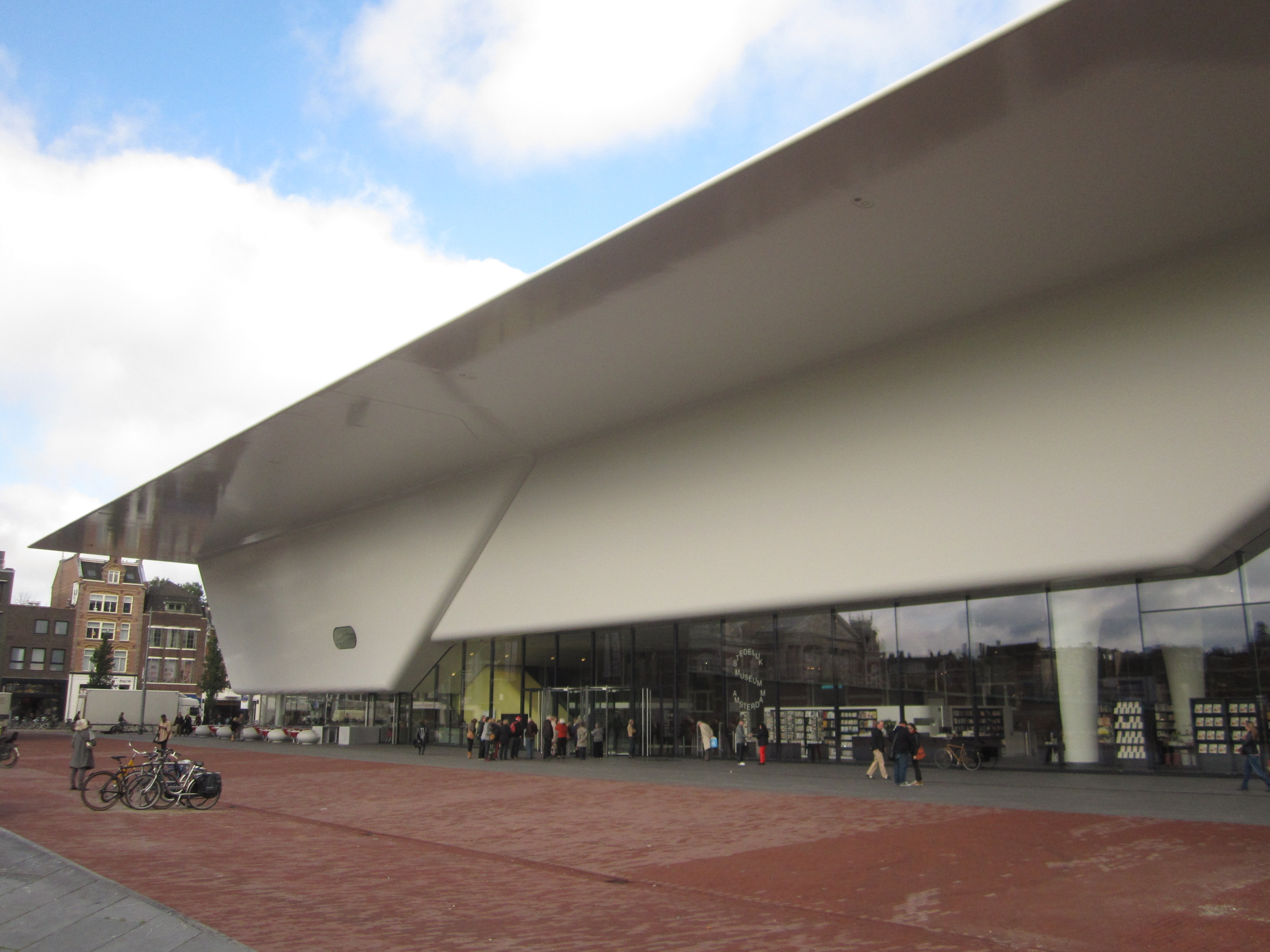
Otworzone w 2012 roku nowe skrzydło muzeum Stedelijk.

Budynek Stedelijk Museum był trzecim dużym obiektem kulturalnym, który powstał pod koniec XIX w. wokół dzisiejszego placu Museumplein; pierwszymi były: Rijksmuseum (1885) i Concertgebouw (1888). Stedelijk Museum, zaprojektowany przez miejscowego architekta, A.W. Weissmana, został ukończony w 1895. Wzniesiony z czerwonej cegły i wykończony na zewnątrz okładziną z kamienia budynek jest zwieńczony ozdobnymi szczytami i wieżyczkami. Jego architektura nawiązuje do XVI-wiecznego renesansu holenderskiego.
Wnętrze budynku na przestrzeni lat było regularnie modernizowane i dostosowywane do wymagań czasu. W 1938 Sandberg usunął dotychczasowy wystrój pokrywając ściany tynkiem. Modernizację kontynuował po 1945. W latach 50. powstały m.in. audytorium, restauracja, biblioteka, czytelnia i sklep muzealny. W 1954 dobudowano nowe skrzydło. Powierzchnia wystawiennicza wzrosła z 4 550 m² w 1945  do 6 090 m² w 1954, a liczba odwiedzających w tym czasie podwoiła się, ze 100 000 do 200 000 rocznie. Obecnie liczba ta wynosi około 400000.
W 2006 podjęto w muzeum prace renowacyjne. W latach 2010–2011 muzeum czasowo otwierano, organizując w nim wystawy czasowe. W październiku 2011 z powodu przedłużających się prac renowacyjnych muzeum zamknięto. Ponowne otwarcie przewidziano na rok 2012.

## Kolekcja

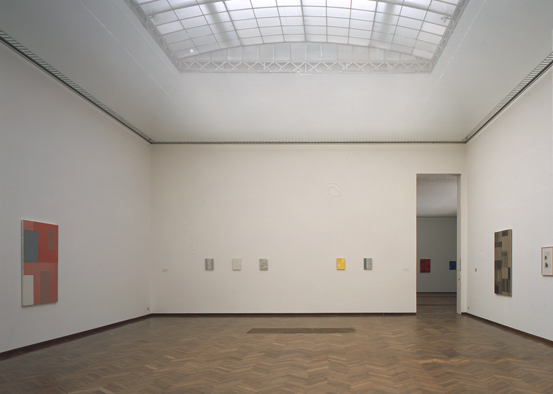
Jedna z nowoczesnych sal wystawowych Stedelijk Museum

Stedelijk Museum otwarto w 1895. Początkowo eksponowano w nim dziedzictwo ekscentrycznej Zofii Augusta de Bruyn: różnorodną kolekcję antyków, monet, biżuterii, zegarków, wyrobów ze srebra i innych. W tym samym roku z Rijksmuseum do Stedelijk przeniesiono kolekcję Vereeniging tot het Vormen van een Openbare Verzameling van Hedendaagsche Kunst (Stowarzyszenie na rzecz Utworzenia Publicznej Kolekcji Sztuki Współczesnej). W skład kolekcji wchodziły dzieła ówczesnych artystów francuskich i holenderskich. Zbiory szybko się powiększały i różnicowały, począwszy od sztandarów milicji miejskiej do wyposażenia aptek. W latach 1920–1940 większą część tej kolekcji przeniesiono do innych pomieszczeń. Na początku lat 70. Stedelijk stało się wyłącznie muzeum sztuki nowoczesnej.
Dzięki donacji 217 prac w 1949 i kolejnych 101 w 1962, pochodzących ze Stowarzyszenia na rzecz Utworzenia Publicznej Kolekcji Sztuki Współczesnej, Stedelijk weszło w posiadanie znaczącego zbioru dzieł sztuki z końca XIX i początku XX wieku. Po 1910 roku Muzeum przejęło również znaczące, długoterminowe wypożyczenia i dary od prywatnych kolekcjonerów, takich jak P. Boendermaker, F. Koenigs i PA Regnault. W latach 1930–1972 muzeum było w posiadaniu znaczącej kolekcji dzieł Vincenta van Gogha, będącej jedną z najważniejszych atrakcji muzeum. W 1972 roku wiele z tych dzieł przeniesiono do nowo otwartego Muzeum Vincenta van Gogha, położonego w pobliżu Stedelijk.
Po 1945, dzięki kuratorowi i projektantowi, Willemowi Sandbergowi zgromadzono dzieła niemieckich i holenderskich ekspresjonistów. 
W 1958 roku Stedelijk nabyło unikatową kolekcję dzieł rosyjskiego artysty Kazimierza Malewicza, w tym 29 obrazów. Wraz z obrazami artystów z kręgu holenderskiego De Stijl (Piet Mondrian, Theo van Doesburg, Bart van der Leck, Gerrit Rietveld) muzeum było w stanie zaprezentować zwiedzającym szerokie spektrum sztuki abstrakcyjnej. Dzięki Sandbergowi Stedelijk Muzeum weszło w posiadanie 70 prac m.in. Moore’a, Van de Velde i Zadkine’a.
Dyrektor Edy de Wilde kontynuował w latach 1963–1985 program wystawienniczy Sandberga, kładąc największy nacisk na budowanie kolekcji. W zbiorach muzeum pojawiły się wówczas prace takich artystów jak: Dubuffet, Tinguely, Dibbets, Van Elk, Ryman i Willem de Kooning, ale też i Kienholz oraz Robert Rauschenberg (reprezentujący amerykański pop-art).
W latach 80. zbiory muzeum wzbogaciły się o obrazy i rzeźby włoskich artystów spod znaku Arte Povera (Zorio, Paolini, Merz i Penone) oraz prace artystów niemieckich (Kiefer, Baselitz, Lüpertz i Penck). Po roku 1985 dyrektor Beeren rozszerzył kolekcję pop-art o prace Warhola i Oldenburga. 
W 1988 roku Muzeum nabyło dzieło Mondriana "Skład dwie linie" (1931). Obraz pozostał na długoterminowego wypożyczenia dla Muzeum z miasta Hilversum. 
W latach następnych w zbiorach muzealnych pojawiły się prace artystów amerykańskich (Judd, LeWitt, Nauman), niemieckich i austriackich (m.in. Baselitz, Herold, Lüpertz, Mik, Pichler, Rainer i Struth) oraz brytyjskich (m.in. Gilbert & George, Gordon i Hirst). 
Początek XXI w. to prywatyzacja muzeum Stedelijk i jego rozbudowa oraz związana z tym konieczność pozyskania na ten cel funduszy. Nadal trwało powiększanie zbiorów muzeum. Po 2003 w ich skład weszły dzieła fińskiego projektanta Tapio Wirkkala (wyroby ze srebra, lampy, naczynia), duże dzieło Um Kern den der Sache niemieckiego dadaisty Kurta Schwittersa, a dziedzinie fotografii, filmu i wideo prace takich artystów, jak: Johan Grimonprez, Julika Rudelius, Francis Alÿs, Bernd i Hilla Becher.

## Galeria

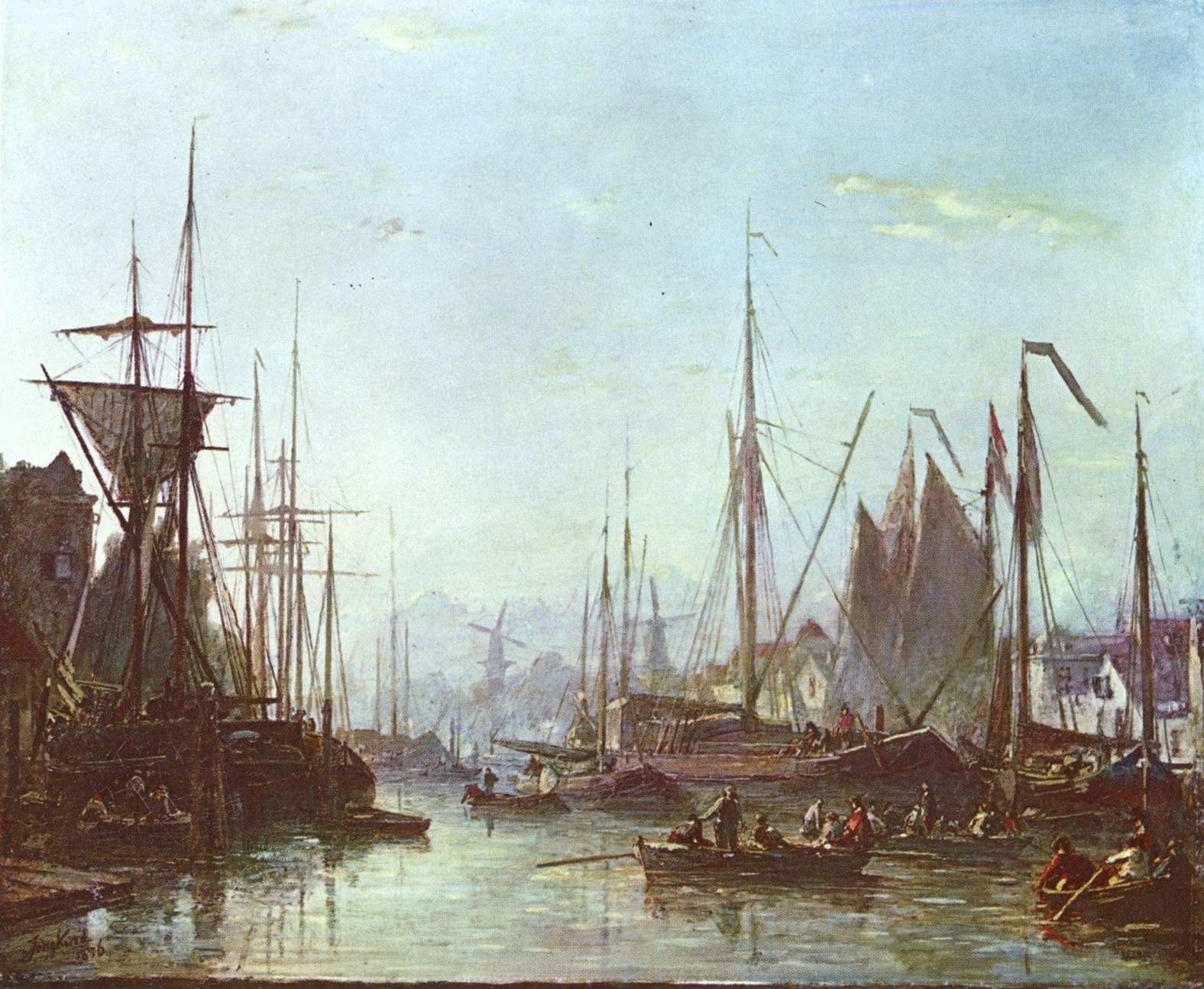
Johan Barthold Jongkind, Rotterdam, 1856
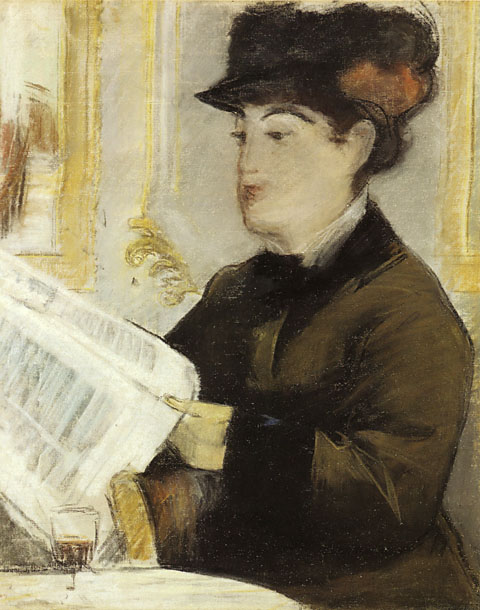
Édouard Manet, Kobieta czytająca, ok. 1880
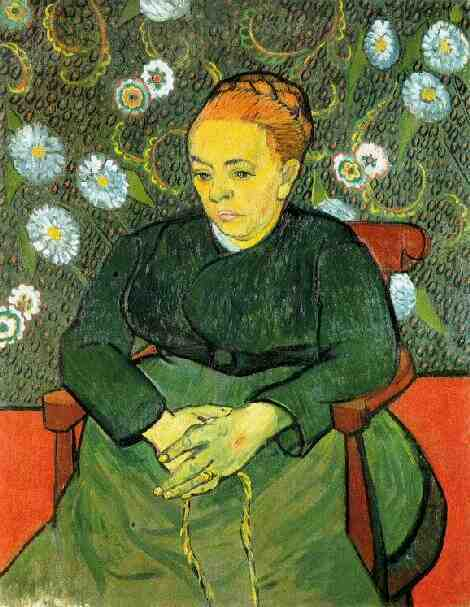
Vincent van Gogh, Piastunka (Augustine Roulin), 1889
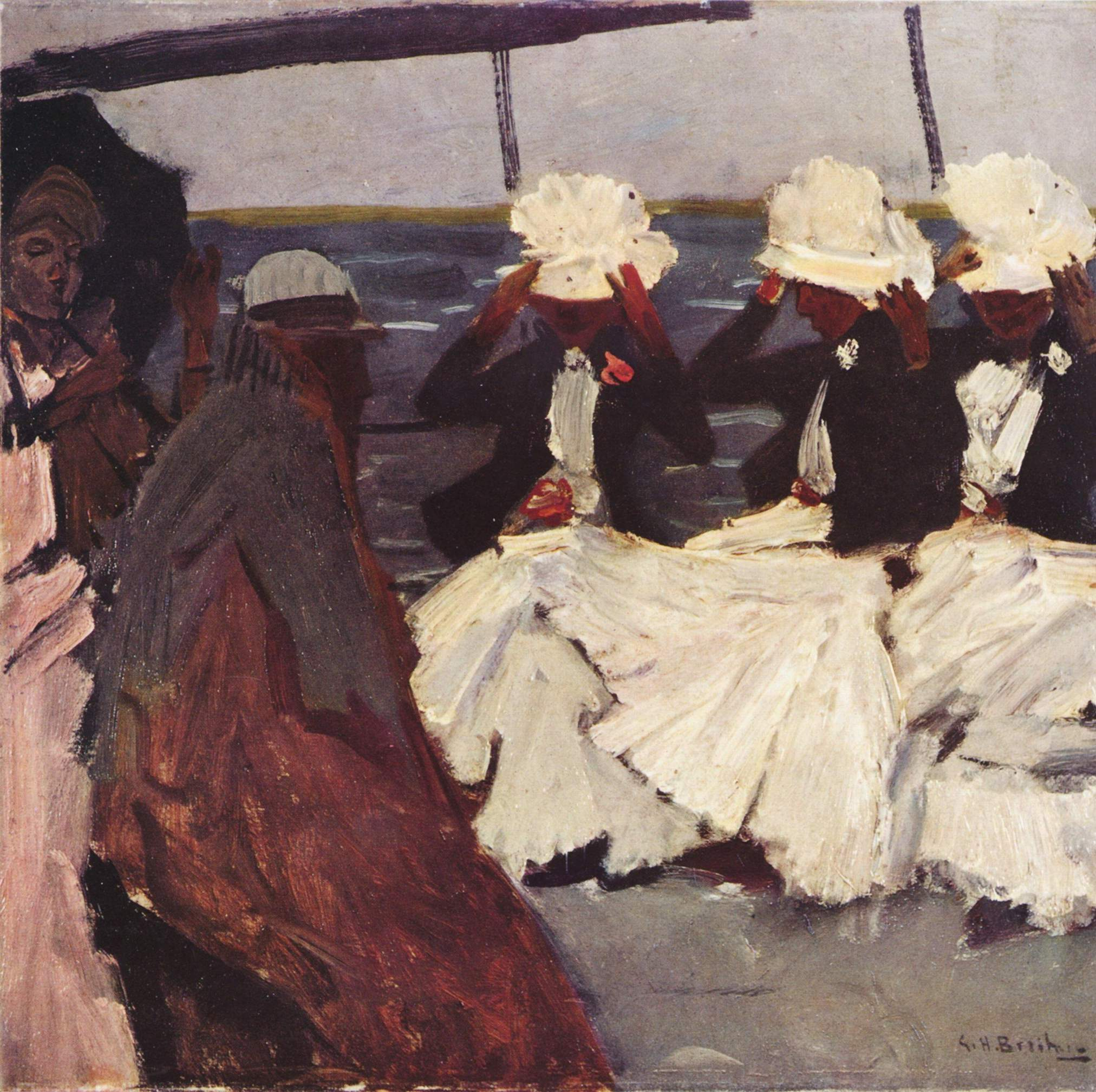
George Hendrik Breitner, Pokład spacerowy z trzema damami, 1897
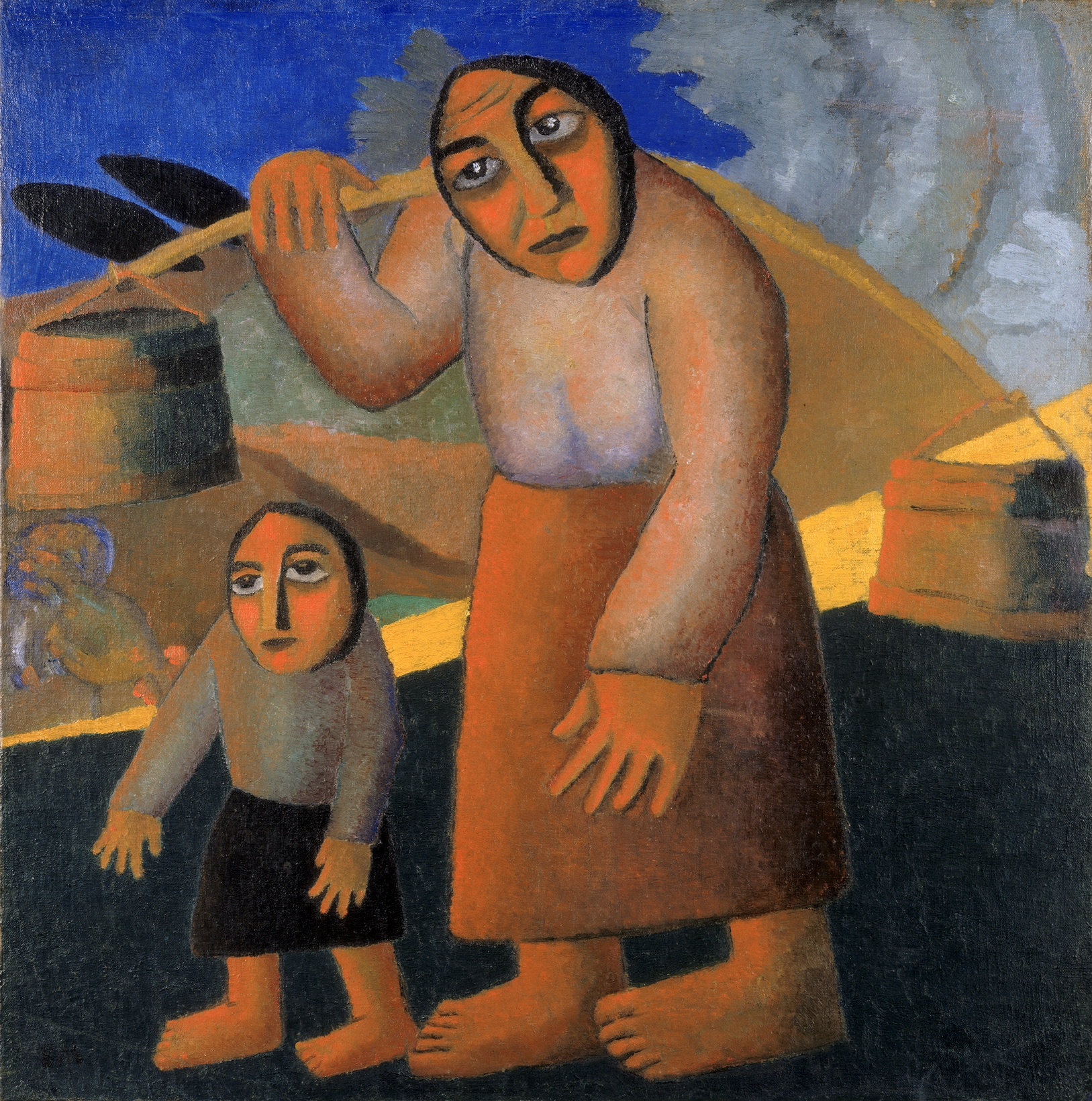
Kazimierz Malewicz, Wieśniaczka z wiadrami i dzieckiem, 1912
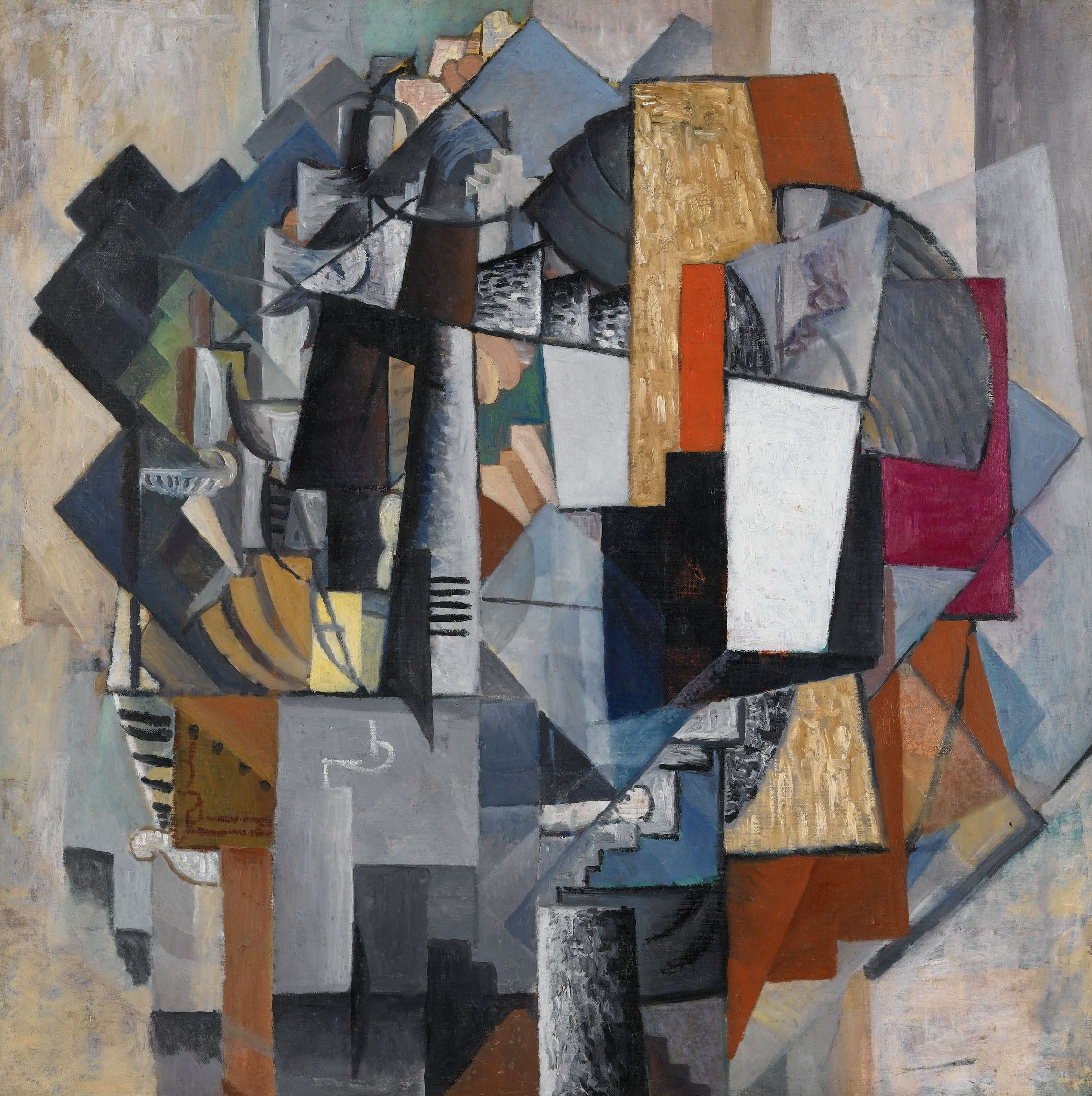
Kazimierz Malewicz, Biurko i pokój, 1913
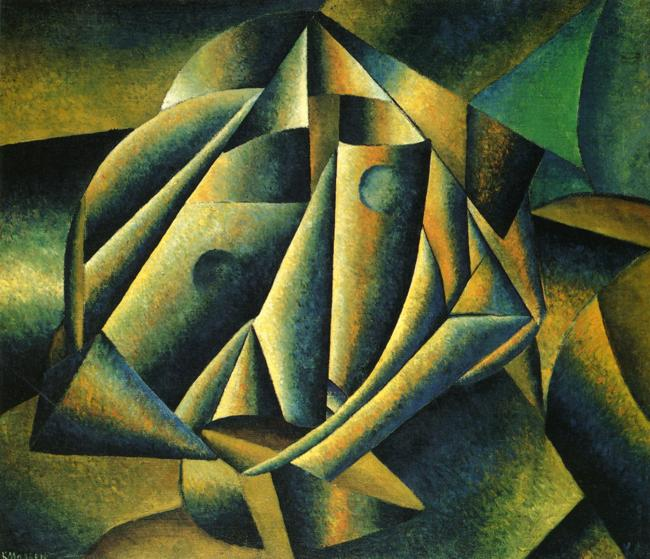
Kazimierz Malewicz, Głowa wieśniaczki, 1912–1913
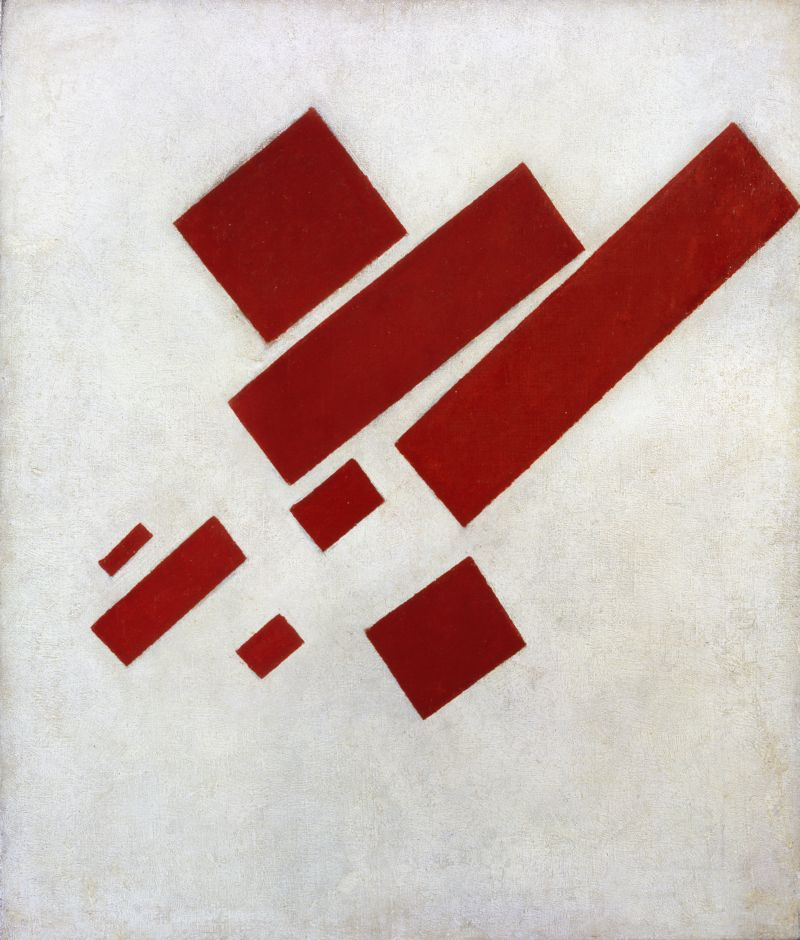
Kazimierz Malewicz, Obraz suprematyczny: osiem czerwonych prostokątów, 1915
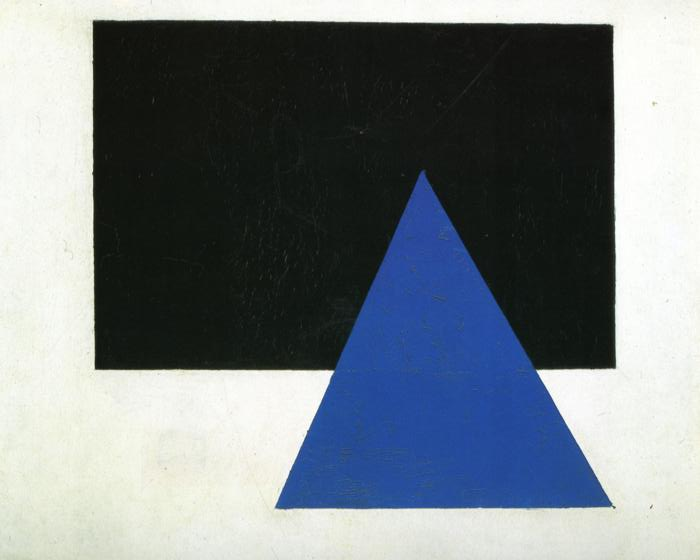
Kazimierz Malewicz, Suprematyzm z niebieskim trójkątem i czarnym kwadratem, 1915
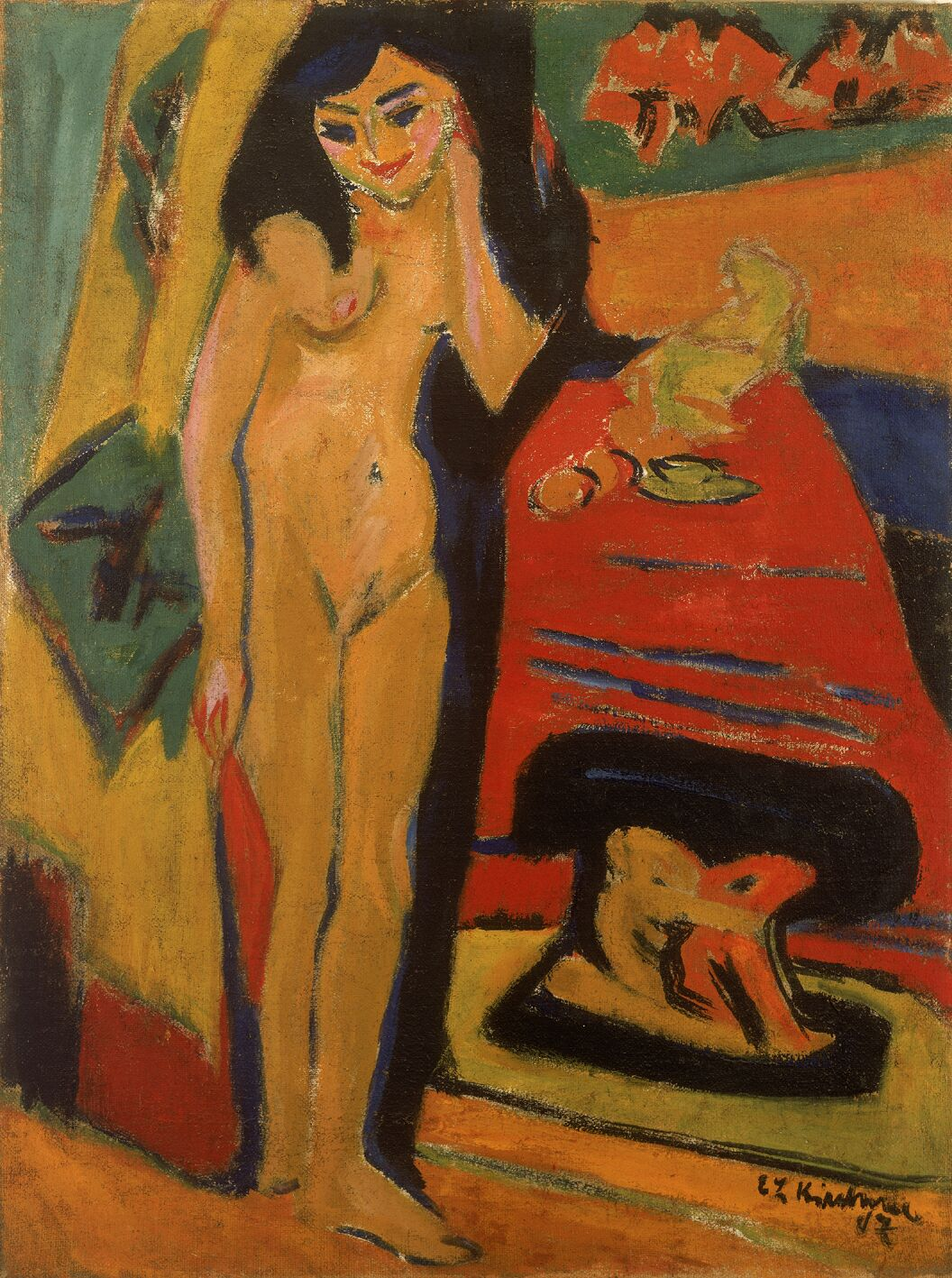
Ernst Ludwig Kirchner, Naga kobieta za kurtyną, 1910-26
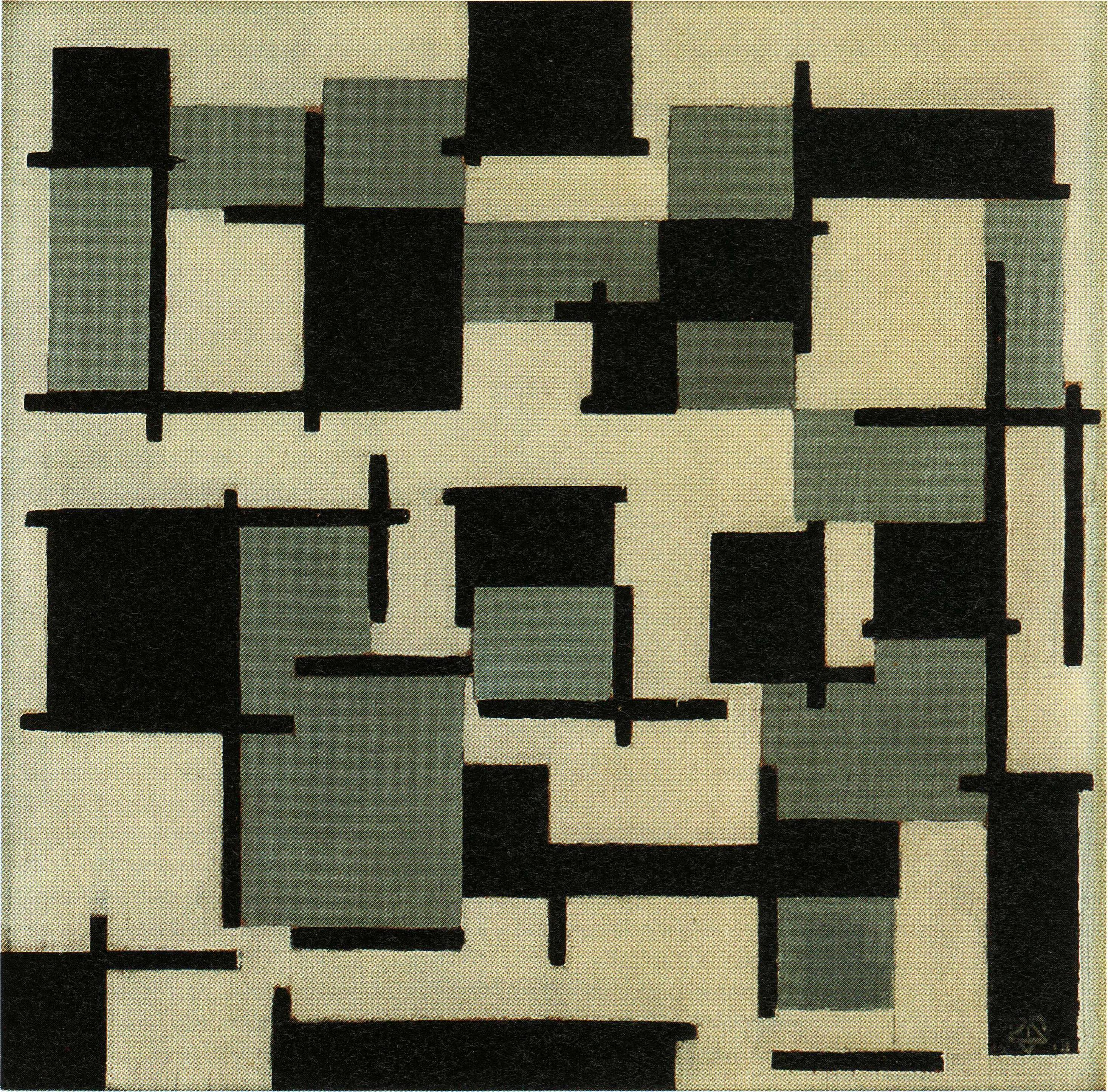
Theo van Doesburg, Composition XIII, 1918
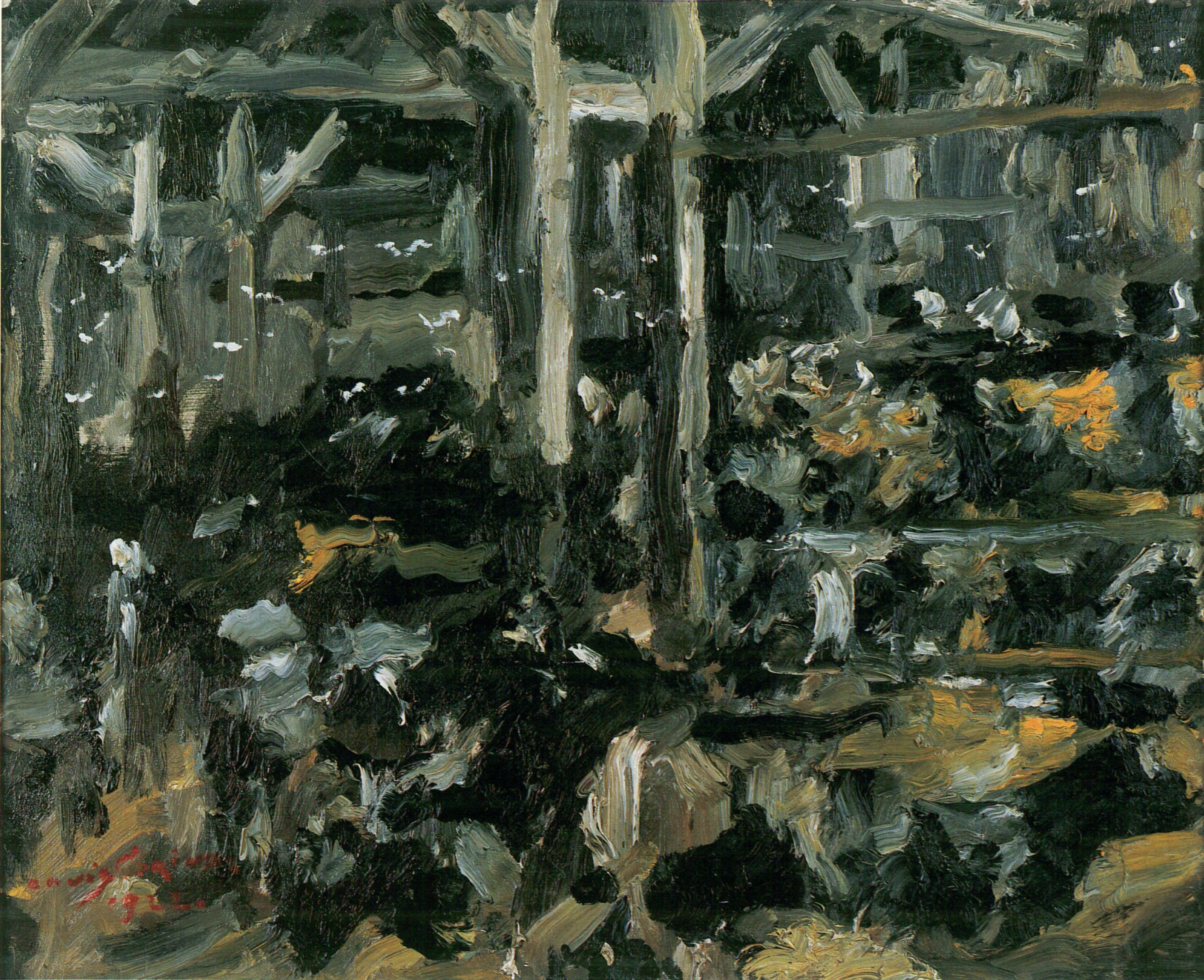
Lovis Corinth, Obora, 1922